# Chiesa dei Santi Nicolò e Lorenzo
La chiesa dei Santi Nicolò e Lorenzo, o più semplicemente chiesa di San Nicolò (in tedesco: St. Nikolaus), è la parrocchiale patronale di San Nicolò (St. Nikolaus), frazione di Ultimo (Ulten), in Alto Adige. Fa parte del decanato di Lana-Tesimo nella diocesi di Bolzano-Bressanone e risale al XIV secolo.

## Descrizione
La chiesa è un monumento sottoposto a tutela col numero 17737 nella provincia autonoma di Bolzano.